# 蒙格拉烏帕齊拉
蒙格拉乌帕齐拉是孟加拉国巴蓋爾哈德縣的一个乌帕齐拉，位於庫爾納专区的巴蓋爾哈德縣。。

## 人口
據1991年孟加拉國人口普查，蒙格拉共有戶數27,192戶，人口136588人。其中男性佔比54.73%，女性佔比45.27%；成年人口77,995人。該地7歲以上人口之平均識字率為42.8%。